# اندیس کلیسا کندی
کلیسا کندی یک اندیس فلزی است که در حوالی شهر سیه چشمه استان آذربایجان غربی قرار دارد و مادهٔ معدنی موجود در آن، جیوه است.  